# Avro 529
Avro 529 là một loại máy bay ném bom tầm xa hai tầng cánh hai động cơ của Anh trong Chiến tranh thế giới I.

## Tính năng kỹ chiến thuật (529A)
Dữ liệu lấy từ Jackson 1965, tr. 93–4
Đặc điểm tổng quát
- Kíp lái: 3
- Chiều dài: 39 ft 8 in (12.09 m)
- Sải cánh: 64 ft 1 in (19.53 m)
- Chiều cao: 13 ft 0 in (3.96 m)
- Diện tích cánh: 910 ft2 (84.54 m2)
- Trọng lượng rỗng: 4.361 lb (1.978 kg)
- Trọng lượng có tải: 7.135 lb (3.236 kg)
- Động cơ: 2 × B.H.P. (Galloway chế tạo), 230 hp (170 kW) mỗi chiếc

Hiệu suất bay
- Vận tốc cực đại: 116 mph (187 km/h)
- Thời gian bay: 5.25 giờ
- Trần bay: 17.500 ft (5.335 m)
- Vận tốc lên cao: lên độ cao 5.000 ft (1525 m) 715 ft/min (3,6 m/s)

Vũ khí trang bị
- 20 × quả bom 50 lb (23 kg)
- 2 × súng máy Lewis.303 in (7,7 mm)